# 胡卫国 (1963年)
胡卫国（1963年9月—），上海人，1987年获得上海农学院农村经济管理专业农学学士学位，上海市委党校研究生，1987年7月参加工作，1988年6月加入中共。2006年11月之前曾任松江县新桥镇镇长、松江区审计局局长、区财政局局长。2009年6月任中共上海市闸北区委常委、副区长。2015年1月，任上海市金山区区长。2019年11月，任中共金山区委书记。